# Eulepidotis egala
Eulepidotis egala är en fjärilsart som beskrevs av Walker 1865. Eulepidotis egala ingår i släktet Eulepidotis och familjen nattflyn. Inga underarter finns listade i Catalogue of Life.